# Fahd al-Rashidi
Fahd ʿAyyāḍ al-Rashīdī (in arabo ﻓﻬﺪ عايض الرشيدي‎?; Kharj, 16 maggio 1997) è un calciatore saudita, ala dell'Al-Ahli e della nazionale saudita.

## Carriera
Al-Rashīdī ha iniziato la sua carriera nella squadra giovanile dell'al-Selmiya prima di unirsi al settore giovanile dell'al-Hilāl il 2 luglio 2015. È stato promosso in prima squadra durante la stagione 2017–18 e ha fatto il suo debutto il 27 luglio 2017 contro la squadra irachena del Naft al-Wasaṭ in una partita della fase a gironi della Arab Club Championship 2017.
Il 30 gennaio 2018, al-Rashīdī ha esordito in campionato con l'al-Hilāl contro l'al-Raed. Il 19 gennaio 2019, è passato in prestito per sei mesi all'Ohod.
Il 17 agosto 2019, al-Rashīdī si è trasferito a titolo gratuito all'al-Taʿāwun. Il 1º gennaio 2023, al-Rashīdī ha firmato un pre-contratto con l'al-Ahlī. È entrato ufficialmente a far parte del club al termine della stagione 2022–23.

## Statistiche

### Cronologia presenze e reti in nazionale
| Cronologia completa delle presenze e delle reti in nazionale ― Arabia Saudita | Cronologia completa delle presenze e delle reti in nazionale ― Arabia Saudita | Cronologia completa delle presenze e delle reti in nazionale ― Arabia Saudita | Cronologia completa delle presenze e delle reti in nazionale ― Arabia Saudita | Cronologia completa delle presenze e delle reti in nazionale ― Arabia Saudita | Cronologia completa delle presenze e delle reti in nazionale ― Arabia Saudita | Cronologia completa delle presenze e delle reti in nazionale ― Arabia Saudita | Cronologia completa delle presenze e delle reti in nazionale ― Arabia Saudita |
| Data                                                                          | Città                                                                         | In casa                                                                       | Risultato                                                                     | Ospiti                                                                        | Competizione                                                                  | Reti                                                                          | Note                                                                          |
| ----------------------------------------------------------------------------- | ----------------------------------------------------------------------------- | ----------------------------------------------------------------------------- | ----------------------------------------------------------------------------- | ----------------------------------------------------------------------------- | ----------------------------------------------------------------------------- | ----------------------------------------------------------------------------- | ----------------------------------------------------------------------------- |
| 28-3-2023                                                                     | Gedda                                                                         | Arabia Saudita                                                                | 1 – 2                                                                         | Bolivia                                                                       | Amichevole                                                                    | -                                                                             | 64’                                                                           |
| Totale                                                                        |                                                                               | Presenze                                                                      | 1                                                                             |                                                                               | Reti                                                                          | 0                                                                             |                                                                               |

## Palmarès

### Club

#### Competizioni nazionali
- Campionato saudita: 1

Al-Hilal: 2017-2018
- Supercoppa saudita: 1

Al-Hilal: 2018